# زیردریایی کلاس-آر (ایتالیا)
زیردریایی کلاس-آر (ایتالیا) (به انگلیسی: Italian R-class submarine) یک کلاس از زیردریایی است که طول آن 86.5 m می‌باشد.